# Mehrzweckhubschrauber

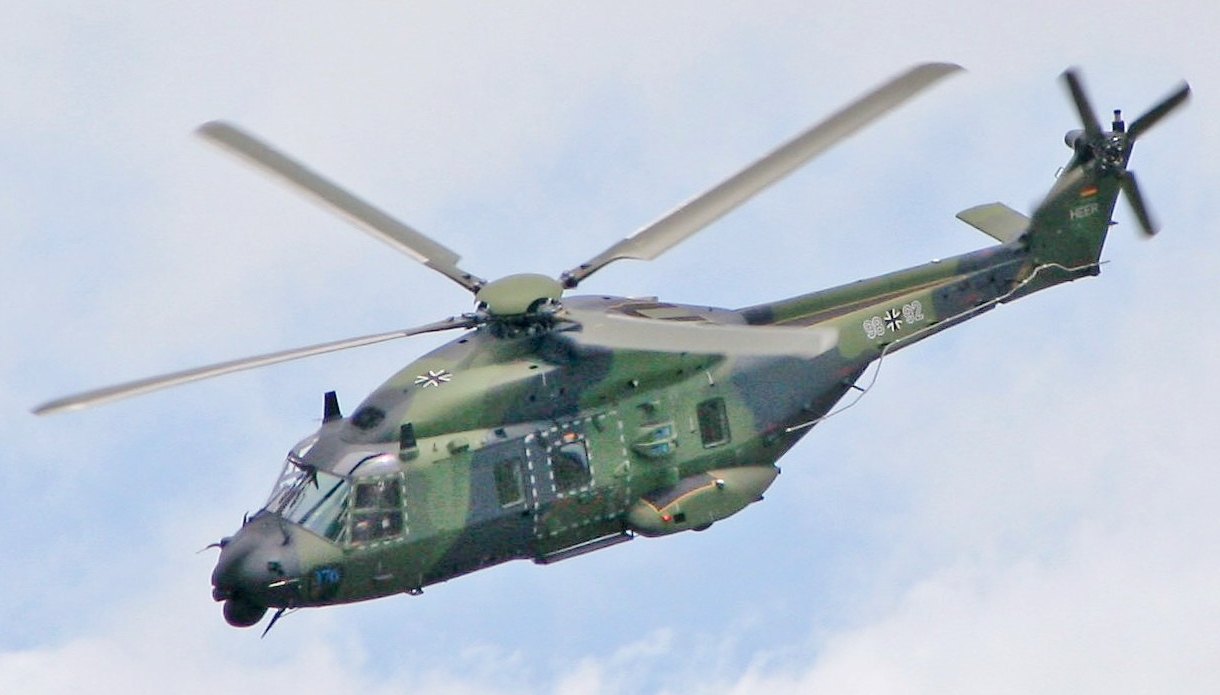
Mehrzweckhubschrauber NH90 des Heeres

Mehrzweckhubschrauber sind Hubschrauber, die nicht ausschließlich für eine Funktion entwickelt wurden und unmittelbar oder durch Umrüstung für verschiedene Aufgaben eingesetzt werden können. Militärhubschrauber erfüllen neben dem Lufttransport von Infanterie unmittelbar und durch Konfiguration noch mindestens eine weitere Funktion aus Aufklärung, Gefechtsfeldüberwachung, Command & Control (CNC), Elektronische Kampfführung, Combat Search and Rescue, Verwundetenrettung/MedEvac, streitkräftegemeinsame Taktische Feuerunterstützung, Luftnahunterstützung oder Panzerabwehr.
Militärische Mehrzweckhubschrauber werden vorwiegend von Streitkräften betrieben, bei denen die Entwicklung und Beschaffung spezieller Kampf-, Transport- und Aufklärungshubschraubern entweder nicht erforderlich oder finanzierbar ist. Aufgrund ihres gefechtsfeldnahen Aufgabenspektrums sind Mehrzweckhubschrauber zumeist den Heeresfliegern organisatorisch zugeordnet. 
Aufgrund ihrer konzeptionellen Vielseitigkeit werden Militärhubschrauber oft auch in einer entmilitarisierten, zivilen Variante verkauft. Im zivilen Bereich werden Hubschrauber für die verschiedensten Bereiche wie zum Beispiel Verkehrsüberwachung, Krankentransport, Kranflug und landwirtschaftliche Zwecke verwendet.

## Terminologie

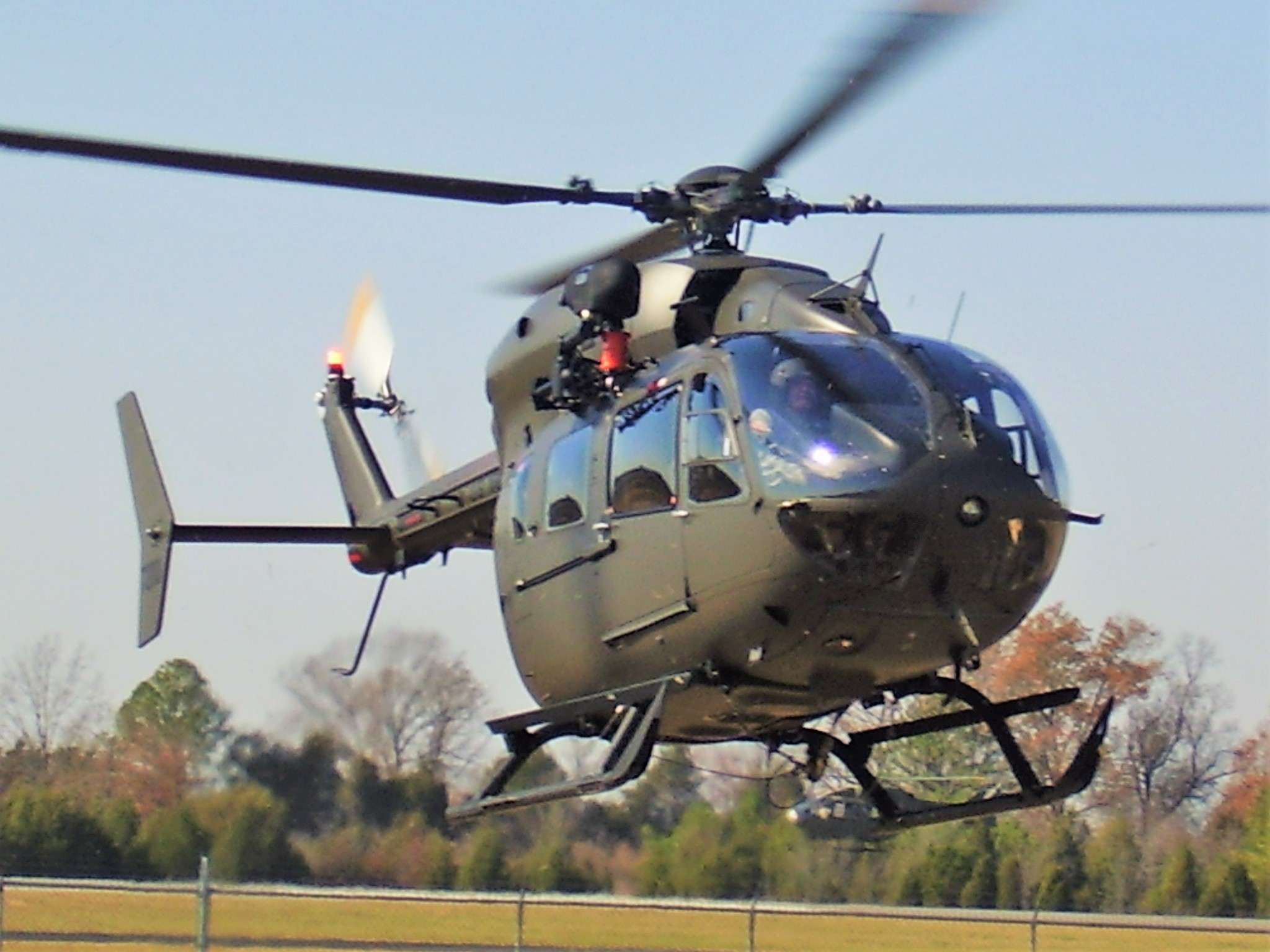
UH-72 Lakota

Mehrzweckhubschrauber werden im englischen Sprachraum als Utility Helicopter [ju:ˈtɪləti ˈhelɪkɒptəʳ] (auch: Multi-Purpose Helicopter MPH oder Multi-Role Helicopter MRH) bezeichnet und mit dem Akronym UH abgekürzt. Leichte Mehrzweckhubschrauber mit einem Höchstabfluggewicht (MTOW) von unter 3.500 kg werden analog als Light Utility Helicopter mit LUH gekennzeichnet. Synonym zur Bezeichnung Mehrzweckhubschrauber wird auch der Begriff Vielzweck-Hubschrauber verwendet. Die französischen Streitkräfte nutzen die Bezeichnung „hélicoptère de manœuvre“ (deutsch Manöverhubschrauber). Die NATO definiert einen Mehrzweckhubschrauber gemäß der Allied Administrative Publication (AAP-6) als:

“A multi-purpose helicopter capable of lifting troops but may be used in command and control, logistics, casualty evacuation or armed helicopter role.”

„Einen vielseitigen Hubschrauber mit der Fähigkeit, Truppen zu bewegen, der aber auch in der Rolle als Gefechtsstand, für die Logistik, Verwundetenrettung und als bewaffneter Hubschrauber eingesetzt werden kann.“

## Liste von Mehrzweckhubschraubern
Mehrzweckhubschrauber haben für gewöhnlich eine konventionelle Heckrotor-Konfiguration, zwei redundanten Antriebe und einen nur rudimentären Panzerschutz.
| Hersteller                 | Zivile Version  | Militärische Version | MTOW      | Klasse       |
| -------------------------- | --------------- | -------------------- | --------- | ------------ |
| AgustaWestland             |                 | Lynx HMA.Mk.8        | 05.330 kg | Leicht       |
| Leonardo                   | AW109           | AW109M               | 02.850 kg | Leicht       |
| Leonardo                   | AW139           | AW139M               | 07.000 kg | Mittelschwer |
| Leonardo                   | AW169           | AW169M               | 04.800 kg | Leicht       |
| Airbus Helicopters         | H125 Écureuil   | H125M Fennec         | 02.250 kg | Leicht       |
| Airbus Helicopters         | H135            | H135M                | 02.910 kg | Leicht       |
| Airbus Helicopters         | H145            | H145M UH-72A Lakota  | 03.585 kg | Leicht       |
| Airbus Helicopters         | H175            |                      | 07.500 kg | Mittelschwer |
| Airbus Helicopters         | H225 Super-Puma | H225M Caracal        | 11.000 kg | Mittelschwer |
| Airbus Helicopters         | AS 360 Dauphin  | AS 565 Panther       | 04.250 kg | Leicht       |
| Bell Helicopter            | 205             | UH-1 Iroquois        | 04.310 kg | Leicht       |
| Bell Helicopter            | 206B JetRanger  | OH-58D Kiowa         | 02.495 kg | Leicht       |
| HAL                        |                 | Druv                 | 05.500 kg | Leicht       |
| NH Industries              |                 | NH90                 | 11.400 kg | Mittelschwer |
| Sikorsky                   | S-70            | UH-60 Blackhawk      | 11.110 kg | Mittelschwer |
| Eurocopter                 |                 | Harbin Z-9           |           |              |
| Korea Aerospace Industries |                 | KAI KUH-1 Surion     | 08.936 kg |              |
| Mil                        | Mil Mi-8        | Mil Mi-8MT           | 14.000 kg |              |